# Otto Fink (Politiker, 1887)
Otto Fink (* 11. Oktober 1887 in Heilbronn; † 8. Januar 1973) war ein württembergischer Kommunalpolitiker der CDU und von 1946 bis 1951 Bürgermeister der Stadt Tuttlingen.
Fink zog 1914 nach Tuttlingen und arbeitete dort als Kaufmann in einer Schuhfabrik. Bei der ersten Volkswahl des Bürgermeisters nach dem Zweiten Weltkrieg setzte er sich im September 1946 im zweiten Wahlgang gegen Amtsvorgänger Fritz Fleck durch. 1948 wurde er für sechs weitere Jahre im Amt bestätigt und Mitglied des Kreistags des Landkreises Tuttlingen. Auf eigenen Wunsch wurde Fink im Februar 1951 vom Amt des Bürgermeisters entlassen. Sein Nachfolger wurde Walter Balz.
Während seiner Amtszeit als Bürgermeister geriet er regelmäßig in Konflikt mit den französischen Militärmachthabern. Jean Lucien Estrade, der Kreisbeauftragte der französischen Militärregierung,  schrieb über Fink: „Er legt der Militärregierung gegenüber bald ein empörendes Verhalten an den Tag. Die zahlreichen Ermahnungen und Verweise, die ihm erteilt wurden, bewirken nicht einmal, das von den Abteilungen zu erhalten, was wir unter Fleck gewohnt waren.“
Im November 1951 wurde Fink in den Tuttlinger Gemeinde- und Kreistag gewählt. Aus dem Kreistag schied er 1953 wieder aus, blieb aber bis 1958 Gemeinderat. 1959 wurde Fink von Bundespräsident Heinrich Lübke mit dem Bundesverdienstkreuz 1. Klasse ausgezeichnet.